# Кубок Ісландії з футболу 2014
Кубок Ісландії з футболу 2014 — 55-й розіграш кубкового футбольного турніру в Ісландії. Переможцем став КР.

## Календар
| Раунд        | Дата              | Матчі | Клуби   |
| ------------ | ----------------- | ----- | ------- |
| Перший раунд | 2-4 травня 2014   | 24    | 76 → 52 |
| Другий раунд | 13-14 травня 2014 | 20    | 52 → 32 |
| 1/16 фіналу  | 26-28 травня 2014 | 16    | 32 → 16 |
| 1/8 фіналу   | 17-19 червня 2014 | 8     | 16 → 8  |
| Чвертьфінали | 6-7 липня 2014    | 4     | 8 → 4   |
| Півфінали    | 30-31 липня 2014  | 2     | 4 → 2   |
| Фінал        | 16 серпня 2014    | 1     | 2 → 1   |

## Регламент
У перших двох раундах брали участь команди з нижчих дивізіонів та аматори. Клуби Урвалсдейлду стартували з 1/16 фіналу.

## 1/8 фіналу
| Команда 1            | Рахунок | Команда 2             |
| -------------------- | ------- | --------------------- |
| 17 червня 2014       |         |                       |
| Болунгарвік (2)      | 5:2 дч  | Рейк'явік Атлетік (3) |
| 18 червня 2014       |         |                       |
| Вестманнаейя         | 3:0     | Валюр                 |
| Вестурбйор (3)       | 3:5     | Фрам (2)              |
| Вікінгур (Рейк'явік) | 5:1     | Філкір                |
| Стьярнан             | 0:1 дч  | Троттур (2)           |
| 19 червня 2014       |         |                       |
| КР                   | 4:2     | Фйолнір               |
| Кеплавік             | 6:1     | Хамар (5)             |
| Брейдаблік           | 3:1 дч  | Тор (2)               |

## Чвертьфінали
| Команда 1       | Рахунок | Команда 2            |
| --------------- | ------- | -------------------- |
| 6 липня 2014    |         |                      |
| Фрам (2)        | 1:3     | Кеплавік             |
| Брейдаблік      | 0:2     | КР                   |
| 7 липня 2014    |         |                      |
| Болунгарвік (2) | 0:3     | Вікінгур (Рейк'явік) |
| Троттур (2)     | 0:1 дч  | Вестманнаейя         |

## Півфінали
| Команда 1     | Рахунок         | Команда 2            |
| ------------- | --------------- | -------------------- |
| 30 липня 2014 |                 |                      |
| Кеплавік      | 0:0 дч пен. 4:2 | Вікінгур (Рейк'явік) |
| 31 липня 2014 |                 |                      |
| Вестманнаейя  | 2:5             | КР                   |

## Фінал
| 16 серпня 2014 18:00 (CET) |

| КР                               | 2:1      | Кеплавік      |
| -------------------------------- | -------- | ------------- |
| Сігурдссон 17' Фіннбогасон 90+1' | Протокол | Свеінссон 13' |

| Лаугардалсволлур, Рейк'явік Глядачів: 4 694 Арбітр: Гардар Йорн Гінрікссон |